# Liste des personnages récurrents de Doctor Who
Au cours de ses nombreuses années à la télévision, la longue série télévisée britannique de science-fiction Doctor Who a non seulement vu des changements dans les acteurs pour jouer le Docteur, mais également dans le casting secondaire.

## Compagnons
Le Docteur est généralement accompagné dans ses voyages par 1 à 3 compagnons (parfois appelés assistants). Ces personnages fournissent un substitut auquel le public peut s'identifier et font avancer l'histoire en posant des questions et en s'attirant des ennuis. Le Docteur rencontre régulièrement de nouveaux compagnons mais en perdent d'anciens ; parfois ils rentrent chez eux, ou trouvent de nouvelles causes sur les mondes qu'ils ont visités. Quelques compagnons sont décédés au cours de la série.

## Personnages récurrents

### Personnel de UNIT

#### Actuel
- Kate Stewart (née Lethbridge-Stewart) : Jemma Redgrave[1]
- Shirley Anne Bingham : Ruth Madeley
- Mel Bush : Bonnie Langford
- Morris Gibbons : Lenny Rush

#### Ancien
- Brigadier Sir Alistair Gordon Lethbridge-Stewart : Nicholas Courtney
- Capitaine Mike Yates : Richard Franklin
- Capitaine Erisa Magambo : Noma Dumezweni
- Sergent Benton : John Levene
- Caporal Bell : Fernanda Marlowe
- Soldat Carl Harris : Clive Standen
- Martha Jones : Freema Agyeman
- Rose Tyler : Billie Piper (Monde parallèle)
- Petronella Osgood : Ingrid Oliver

### Personnages historiques
- Captain Henry Avery : Hugh Bonneville
- Prime Minister Winston Churchill : Ian McNeice
- Vincent van Gogh : Tony Curran[2]
- Dr Paul-Ferdinand Gachet : Howard Lee[3]
- President Abraham Lincoln : Robert Marsden[4]
- President Richard M. Nixon : Stuart Milligan[5]
- Charles Dickens : Simon Callow
- William Shakespeare : Hugh Walters (1965) ; Dean Lennox Kelly (2007)[6]
- Reine Victoria : Pauline Collins[7]
- Reine Elizabeth I : Vivienne Bennett (1965), Angela Pleasence (2007), Joanna Page (2013)
- Reine Elizabeth II : Jeannette Charles ; Elle-même (archive) ; Jessica Martin (voix) ; Angharad Baxter (corps)
- Reine Elizabeth X, aka "Liz 10" : Sophie Okonedo

### Familles

#### Famille Tyler
- Jackie Tyler : Camille Coduri[8],[9]
- Pete Tyler : Shaun Dingwall[10]
- Mickey Smith : Noel Clarke[11] ; Casey Dyer[12]

#### Famille Jones
- Clive Jones : Trevor Laird[13]
- Francine Jones : Adjoa Andoh[14]
- Leo Jones : Reggie Yates[15]
- Letitia "Tish" Jones : Gugu Mbatha-Raw[16]

#### Famille Temple-Noble-Mott
- Sylvia Noble : Jacqueline King[17],[18]
- Wilfred Mott : Bernard Cribbins[19]
- Shaun Temple : Karl Collins[20]
- Rose Temple-Noble : Yasmin Finney[21]

#### Famille Ponds-Williams
- River Song : Alex Kingston[22]
- Brian Williams : Mark Williams[23]

#### Famille Oswald-Pink
- Dave Oswald : Michael Dixon[24] ; James Buller[25]
- Ellie Oswald : Nicola Sian[26]
- Grand-mère Oswald : Sheila Reid[27]
- Rupert "Danny" Pink : Samuel Anderson (adulte)[28] ; Remi Gooding (enfant)[29] ; Jeremiah Krage (Cyberman)[30]

#### FamillePotts
- Moira : Jennifer Hennessy[31]
- Mère de Bill : Rosie Jane[32]
- Heather : Stephanie Hyam[33]

#### FamilleKhan
- Najia Khan : Shobna Gulati[34]
- Hakim Khan : Ravin J. Ganatra[35]
- Sonya Khan : Bhavnisha Parmar[36]
- Umbreen : Leena Dhingra[37] ; Amita Suman[38]

#### FamilleSinclair-O'Brien
- Grace O'Brien : Sharon D. Clarke[39]
- Aaron : Daniel Adegboyega[40]

#### FamilleSunday
- Carla Sunday : Michelle Greenidge[41]
- Cherry Sunday : Angela Wynter[42]
- Louise Alison Miller : Faye McKeever[43]

### Équipe deTorchwood
- Gwen Cooper : Eve Myles[44]
- Ianto Jones : Gareth David-Lloyd[45]
- Owen Harper : Burn Gorman
- Toshiko Sato : Naoko Mori[46]
- Suzie Costello : Indira Varma
- Rhys Williams : Kai Owen
- Rex Matheson : Mekhi Phifer
- Esther Drummond : Alexa Havins
- Oswald Danes : Bill Pullman

### Équipe deThe Sarah Jane Adventures
- Luke Smith : Tommy Knight[47]
- Maria Jackson : Yasmin Paige[48]
- Clyde Langer : Daniel Anthony
- Rani Chandra : Anjli Mohindra
- Sky Smith : Sinead Michael

### Autres
- Ashildr, aka Maire Moi : Maisie Williams
- Captain Archibald Hamish Lethbridge-Stewart : Mark Gatiss
- Agent spécial Canton Everett Delaware III : W. Morgan Sheppard (vieux) ; Mark Sheppard (jeune)
- Aspirant Frame Alonzo : Russell Tovey[49]
- Yvonne Hartman : Tracy-Ann Oberman[50]
- Harriet Jones, former Prime Minister : Penelope Wilton[51]
- Madame Kovarian : Frances Barber[52]
- Angie Maitland : Eve de Leon Allen[53]
- Artie Maitland : Kassius Carey Johnson[54]
- Nerys : Krystal Archer[55],[56]
- Lady Cassandra O'Brien.Δ17 : Zoë Wanamaker[57]
- Rigsy : Joivan Wade[58]
- Lucy Saxon : Alexandra Moen[59]
- Walter Simeon : Richard E. Grant ; Cameron Strefford (enfant)[60]
- Jake Simmonds : Andrew Hayden-Smith[61]
- Mme Trefusis : Sylvia Seymour (2007) ; Tracie Simpson (2009)[62]
- Madame Vernet : Chrissie Cotterill[63]
- Trinity Wells : Lachele Carl[64]
- Courtney Woods : Ellis George[65]

### Seigneurs du Temps
- Le Maître : Roger Delgado (1971-1973) ; Peter Pratt (1976) ; Geoffrey Beevers (1981) ; Anthony Ainley (1981-1989) ; Gordon Tipple (1996) ; Eric Roberts (1996) ; Derek Jacobi (2007) ; John Simm (2007-2010/2017) ; William Hughes (2007, enfant) ; Michelle Gomez (2014-2017) ; Sacha Dhawan (2020-2022)
- Oméga : Stephen Thorne (1972-1973) ; Ian Collier (1983)
- La Rani : Kate O'Mara
- Rassilon : Richard Mathews (1983) ; Timothy Dalton (2009-2010) ; Donald Sumpter (2015)
- Le Moine : Peter Butterworth[66]
- Le Valeyard : Michael Jayston
- Borusa : Angus MacKay (1976)[67] ; John Arnatt (1978)[68] ; Leonard Sachs (1983)[69] ; Philip Latham (1983)[70]
- Professeur Urban Chronotis : Denis Carey (télévision)[71] ; James Fox (webcast)[72] ;  Andrew Sachs (radio)[73]
- Le Corsaire : Elizabeth Berrington (Bras gauche uniquement)[74]
- Général Kenossium : Ken Bones (2013-2015)[75] ; T'Nia Miller (2015)[76]
- L'Inquisitrice : Lynda Bellingham
- Jenny : Georgia Moffett[77]
- Chancelier Goth : Bernard Horsfall[67]
- Le Messager : David Garth[78]
- K'Anpo Rimpoche (Cho-Je) : Kevin Lindsay[79]
- La Femme : Claire Bloom[80]
- Les compagnons Susan Foreman (Carole Ann Ford (1963-1964/1983)), Romana (Mary Tamm (1978-1979) ; Lalla Ward (1979-1981/1983/1993)), Donna Noble (Catherine Tate (2006/2008-2010/2023)) dans sa phase " DoctorDonna " et River Song (Alex Kingston (2008/2010-2013/2015)), sont toutes des Dame du Temps à un degré ou à un autre. En fonction de la continuité, la compagne Dorothy "Ace" McShane (Sophie Aldred (1987-1989/2022)) est également devenue une Dame du Temps.

### D'autres êtres
- Délégué Alpha Centauri : Stuart Fell (Corps) ; Ysanne Churchman (Voix)
- Le Gardien Noir : Valentine Dyall
- Blon Fel-Fotch Pasameer-Day Slitheen : Annette Badland
- Face de Boe : Struan Rodger
- Edwin Bracewell : Bill Paterson[81]
- Cyber Controller : Michael Kilgarriff ; Peter Hawkins (Voix)
- Dalek Sec, Dalek Thay, Dalek Caan et Dalek Jast : Nicholas Briggs (Voix)
- Davros : Michael Wisher (1975) ; David Gooderson (1979) ; Terry Molloy (1984-1985/ 1988) ; Julian Bleach (2008/2015/2023)
- La Grande Intelligence : Jack Woolgar et Richard E Grant (Corps) / Wolfe Morris ; Ian McKellen et Cameron Strefford (Voix)
- Sabalom Glitz : Tony Selby
- Novice Hame : Anna Hope
- Icthar : Pat Gorman (Corps) ; Peter Halliday ; Norman Comer (Voix)
- Dorium Maldovar : Simon Fisher-Becker[82]
- Malohkeh : Richard Hope
- Conscience Nestene
- Ood Sigma : Paul Kasey (Corps) ; Silas Carson (Voix)
- Sil : Nabil Shaban[83]
- M. Smith : Alexander Armstrong (Voix)[84]
- Le Paternoster Gang : Strax (Dan Starkey) ; Madame Vastra (Neve McIntosh) ; Jenny Flint (Catrin Stewart)
- Le Gardien Blanc : Cyril Luckham ; Gerald Cross (Voix)

### Remarques
1. Le Brigadier Lethbridge-Stewart est apparu comme un habitué des Saisons 7 (1970) et 8 (1971) et plus sporadiquement dans de nombreux autres épisodes. Nicholas Courtney, avec son rôle de Bret Vyon dans The Daleks' Master Plan (1965-1966), son apparition dans l'émission caritative Dimensions in Time à l'occasion du 30e anniversaire de la série et sa participation à la pièce audio du Huitième Docteur Minuet in Hell, a la particularité d'avoir joué avec tous les Docteurs apparus à l'écran avant le Neuvième Docteur.
2. L'Inquisitrice et Le Valeyard sont apparus dans chaque épisode de la Saison 23 (1986), une saison qui ne comprenait qu'une seule histoire (bien que divisée en quatre segments) nommé The Trial of a Timelord.
3. Mickey Smith était un personnage récurrent important dans la Saison 1 (2005), avant de devenir brièvement un compagnon dans la Saison 2 (2005-2006). De même, Jackie Tyler est apparue dans de nombreux épisodes de la Saison 1 (2005) et 2 (2005-2006), notamment dans les épisodes L'Armée des ombres et Adieu Rose, elle voyage brièvement dans le TARDIS et agit comme une compagne, même si elle n'est généralement pas considérée comme telle.
4. Le Maître est apparu comme un personnage récurrent de la Saison 8 (1971) et est revenu à plusieurs reprises au cours des saisons suivantes, dans le téléfilm Le Seigneur du Temps (1996) et dans la nouvelle série de 2005.

## Aliens, Monstres ou Robots récurrents

### Importants
- Daleks
- Cybermen
- Seigneurs du temps

### Secondaires
- Autons (de la Conscience Nestène)
- Cybermats et Cybermites
- Zygons
- Sontariens
- Guerriers de glace
- Anges pleureurs
- Panthéon de la Discorde
- Oods
- Le Silence
- Yéti (de la Grande Intelligence)
- Slitheen (de la planète Raxacoricofallapatorius)
- Judoons
- Ogrons
- Macra
- Siluriens et Démons des Mers
- Weevils
- Thals

## Personnages de BDs, Romans, Drames audios et de Web-émissions dérivées deDoctor Who
Les bandes dessinées, romans et drames audio de Doctor Who ont créé leurs propres compagnons, méchants et personnages secondaires. Certains d’entre eux sont nés dans un média et sont apparus plus tard dans un autre. Les listes ci-dessous indiquent où un personnage est apparu.

### Compagnons

#### Premier Docteur
- John et Gillian (Bande dessinée TV Comic)
- Oliver Harper : Tom Allen (Audio Big Finish)

#### Deuxième Docteur
- John et Gillian (Bande dessinée TV Comic)

#### Troisième Docteur
- Jeremy Fitzoliver (Pièces radiophoniques The Paradise of Death et The Ghosts of N-Space)

#### Quatrième Docteur
- Sharon (Bande dessinée Doctor Who Magazine)
- Mike Yates (Hornets' Nest, arc dramatique audio annoncé pour une sortie à l'automne 2009) [85]

#### Cinquième Docteur
- Sir Justin (Bande dessinée Doctor Who Magazine)
- Angus "Gus" Goodman (Bande dessinée Doctor Who Magazine)
- Erimemushinteperem "Erimem" : Caroline Morris (Audio Big Finish ; Romans Telos)
- Thomas Brewster : John Pickard (Audio Big Finish)
- Amy : Ciara Janson (Audio Big Finish)
- Hannah Bartholemew : Francesca Hunt (Audio Big Finish)
- Abby (Doctor Who)

#### Sixième Docteur
- Frobisher : Robert Jezek (Bande dessinée Doctor Who Magazine ; Audio Big Finish ; Past Doctor Adventures)
- Grant Markham (Virgin Missing Adventures)
- Angela Jennings (Virgin Missing Adventures)
- Dr Evelyn Smythe : Maggie Stables (Audio Big Finish ; Past Doctor Adventures)
- Charlotte Elspeth "Charley" Pollard : India Fisher (Audio Big Finish)
- Flip Jackson : Lisa Greenwood (Audio Big Finish)

#### Septième Docteur
- Frobisher (Bande dessinée Doctor Who Magazine)
- Thomas Hector "Hex" Schofield : Philip Olivier (Audio Big Finish)
- Bernice "Benny" Summerfield : Lisa Bowerman (Virgin New Adventures ; Audio Big Finish)
- Elizabeth Klein : Tracey Childs (Audio Big Finish)
- Sally Morgan : Amy Pemberton (Audio Big Finish)
- Lysandria Aristedes : Maggie O'Neill (Audio Big Finish)
- Will Arrowsmith : Christian Edwards (Audio Big Finish)
- Chris Cwej (Virgin New Adventures)
- Roz Forrester (Virgin New Adventures)
- Antimoine : Kevin Eldon (Death Comes to Time)
- Catherine Broome (Romans Telos)

#### Huitième Docteur
- Bernice "Benny" Summerfield (Virgin New Adventures ; Audio Big Finish)
- Izzy Sinclair : Jemima Rooper (Bande dessinée Doctor Who Magazine ; Audio Big Finish)
- Fey Truscott-Sade (Bande dessinée Doctor Who Magazine)
- Kroton (Bande dessinée Doctor Who Magazine)
- Destrii (Bande dessinée Doctor Who Magazine)
- Stacy Townsend (Bande dessinée Radio Times)
- Ssard (Bande dessinée Radio Times)
- Samantha "Sam" Jones (Eighth Doctor Adventures)
- Fitz Kreiner : Matt Di Angelo (Eighth Doctor Adventures ; Audio Big Finish)
- Compassion : Jackie Skarvellis (Eighth Doctor Adventures ; Faction Paradox)
- Miranda (Eighth Doctor Adventures)
- Anji Kapoor (Eighth Doctor Adventures)
- Beatrix MacMillan (Eighth Doctor Adventures)
- Charlotte Elspeth "Charley" Pollard (Audio Big Finish)
- C'rizz : Conrad Westmaas (Audio Big Finish)
- Gemma Griffin : Lizzie Hopley (Audio Big Finish)
- Samson Griffin : Lee Ingleby (Audio Big Finish)
- Lucie Miller : Sheridan Smith (Audio Big Finish)
- Mary Shelley : Julie Cox (Audio Big Finish)
- Tamsin Drew : Niky Wardley (Audio Big Finish)
- Molly O'Sullivan : Ruth Bradley (Audio Big Finish)
- Liv Chenka : Nicola Walker (Audio Big Finish)

#### Dixième Docteur
- Heather McCrimmon (Bande dessinée Doctor Who Adventures)
- Majenta Pryce (Bande dessinée Doctor Who Adventures)
- Gabby Gonzalez (Titan Comics)

#### Onzième Docteur
- Kevin (IDW Comics)
- Decky Flamboon (Doctor Who Adventures)
- Pippa (Doctor Who Adventures)
- Alice Obiefune (Titan Comics)

#### Douzième Docteur
- Bernice Summerfield (New Series Adventures)
- Eliza Jones (Bande dessinée Doctor Who Adventures)
- Jain Relph (Bande dessinée Doctor Who Adventures)
- Hattie Munroe (Titan Comics)
- Julie d'Aubigny (Titan Comics)
- Val Kent (Titan Comics)
- Sonny Robinson (Titan Comics)

### Autres personnages récurrents ou importants
- Abslom Daak (Bande dessinée Doctor Who Magazine ; Virgin New Adventures)
- Beep the Meep : Toby Longworth ; Bethan Dixon Bate ; Miriam Margolyes (Bande dessinée Doctor Who Magazine ; Audio Big Finish ; Spéciaux 2023)
- Iris Wildthyme : Katy Manning (Eighth Doctor Adventures ; Past Doctor Adventures ; Audio Big Finish)
- Jason Kane : Stephen Fewell (Virgin New Adventures ; Audio Big Finish)
- Kadiatu Lethbridge-Stewart (Virgin New Adventures)
- Muriel Frost : Karen Henson (Bande dessinée Doctor Who Magazine ; Audio Big Finish)
- Sabbath : Saul Jaffe (Eighth Doctor Adventures ; Faction Paradox)
- Shayde : Mark Donovan (Bande dessinée Doctor Who Magazine ; Audio Big Finish)
- Timewyrm (Virgin New Adventures)
- Irving Braxiatel : Miles Richardson (Virgin New Adventures ; Audio Big Finish)

## Voir également
- Liste des races non humaines
- Liste des ennemis du Docteur
- Monstres et aliens de Torchwood
- Monstres et Aliens de The Sarah Jane Adventures
- Liste des personnages de la série Doctor Who